# Omertà (série télévisée)
Pour les articles homonymes, voir Omerta.
Omertà (film, 2012)
Omertà ou Omertà, la loi du silence est une série télévisée québécoise en 38 épisodes de 45 minutes créée par Luc Dionne et diffusée entre le 22 janvier 1996 et le 12 avril 1999 à la Télévision de Radio-Canada,
La première saison contient onze épisodes et a été diffusée du 22 janvier au 1er avril 1996. Une deuxième saison, intitulée Omertà II - La Loi du silence, contient quatorze épisodes et a été diffusée du 8 septembre au 1er décembre 1997. Une troisième saison, intitulée Omertà, le dernier des hommes d'honneur, contient treize épisodes et a été diffusée du 18 janvier au 12 avril 1999.
En France, la série a été diffusée à partir du 20 septembre 1998 sur France 3.

## Synopsis
Cette série en trois volets raconte les démêlés d'un policier inventif et aux méthodes parfois peu orthodoxes, avec différents membres de la mafia ainsi que différents membres des clubs de motards criminels de Montréal.

### SaisonI
11 épisodes
L’escouade de lutte au crime organisé de la Sûreté nationale recrute l’enquêteur Pierre Gauthier (Michel Côté) et l’agent double François Pelletier (Luc Picard) pour mener à bien une enquête de grande envergure visant à coffrer le présumé parrain de la mafia de Montréal, Giuseppe Scarfo (Dino Tavarone). De façon clandestine, le directeur de l’escouade Gilbert Tanguay (Michel Dumont) livre une vendetta contre Scarfo en raison d’un triangle amoureux remontant à une trentaine d’années. Gauthier aura une aventure passionnée avec la fille de Scarfo, Gabrielle Provost (Brigitte Paquette).

### SaisonII
14 épisodes
En enquêtant sur le meurtre d’un agent double, la Sûreté nationale découvre les liens qui existent entre le crime organisé, la haute finance et le service de renseignement canadien.

### SaisonIII
Épisodes 1 à 6
Une guerre interne sans précédent éclate au sein de la mafia de Montréal, opposant Jimmy Vaccaro et Giuseppe Scarfo. Le jeune gangster ambitieux Nicky Balsamo (Romano Orzari) va se retrouver coincé entre les deux, alors qu’il tente de reconquérir le cœur de Vicky (Geneviève Rochette), la fille d’un homme politique italo-québécois. Événements antérieurs à la saison I. 
Épisodes 7 et 8
Ayant été contraint de s’exiler sur l’île de Caruba (pays imaginaire des Antilles, dictature militaire) à la suite du meurtre de Jimmy Vaccaro, Nicky Balsamo lance sa propre affaire tout en servant d’intermédiaire au nouveau parrain montréalais Gino Favara (Ron Lea), qui tente d’acquérir une importante cargaison d’or de la mafia russe. Il jouera un rôle indirect dans les évènements des deux premières saisons qui se déroulent à la même époque.
Épisodes 9 à 13
Nicky Balsamo revient à Montréal pour occuper un poste au sein de l’organisation de Gino Favara pendant que Pierre Gauthier (Michel Côté), victime de chantage, est forcé de travailler pour le Service canadien du renseignement de sécurité (SCRS). Balsamo fera alliance avec Gauthier pour protéger Vicky. Suite de la saison II.

## Fiche technique
- Scénario : Luc Dionne
- Réalisation : Pierre Houle (saisons 1 et 2), George Mihalka (saison 3)
- Société de production : Productions SDA

## Distribution

### Saisons 1, 2 et 3
- Michel Côté : Pierre Gauthier
- Ron Lea : Gino Favara
- Manuel Tadros : Frank Vastelli
- Vittorio Rossi : Tom Celano
- Claude Blanchard : Roger Perreault
- Éric Hoziel : Gaétan Laflèche
- Louis Di Bianco : Carlo Lombardo
- Tony Perri : Vito D'Amato
- Carl Alachi : Ronnie Dante
- Claude Lemieux : Bertrand Fournel

### Saisons 1 et 2
- Luc Picard : François Pelletier
- Michel Dumont : Gilbert Tanguay
- Brigitte Paquette : Gabrielle Provost
- Claude Michaud : Georges Lemire
- Sylvie Legault : Michèle Vallières
- Sophie Lorain : Denise Deslongchamps
- Pierre Powers : Benoît Landry
- France Castel : Hélène Provost
- Richard Lemire : Yvon « Le Pic » Cossette
- Frank Schorpion : Terry O'Neil
- Michel Perron : Motard
- Micheline Lanctôt : Lucille Mallette
- Michael D'Amico : Robert Sauvageau
- Jessica Barker : Roxanne
- Stéphane Demers : Marc Larose
- Daniel Gadouas : Laurent Daigneault

### Saisons 1 et 3
- Dino Tavarone : Giuseppe Scarfo
- John Dunn-Hill : Marco D'Ascola
- Tony Conte : Vincenzo Spadollinni
- Deano Clavet : Angelo Bogliozzi

### Saisons 2 et 3
- Claudia Ferri : Christina Panzonni
- Germain Houde : Carol Léveillé

### Saison 1 seulement
- Serge Thériault : Guy Boisvert
- Marc Hébert : Jérôme Couture
- Domenico Caputo : Bernardo Longo
- Roc LaFortune : Dave Lambert
- Hugo Dubé : Pierre Paquette
- Nathalie Gascon : Isabelle Létourneau
- Jacques-Henri Gagnon : Ministre des Transports
- Benz Antoine (en) : policier
- Monik Vincent : voisine
- André Matteau : père
- Clément Sasseville : agent aux Narcotiques
- Clément Schreiber : François Corbeil
- Jean Deschênes : Serge Doucet
- Guylaine Tremblay : Diane

### Saison 2 seulement
- Jean-Pierre Bergeron : Marc-André Théorêt
- David La Haye : Rick Bonnard
- Claude Maher : Guy Lalonde
- Sylvain Massé : Gilles Boisclair
- Céline Bonnier : Sylvie Chénard
- Bruno Pelletier : Michel Bergevin
- Corrado Mastropasqua : Lorenzo Guarino
- Frank Crudele : Roberto Panzonni
- Marc Messier : Paul Spencer
- Aubert Pallascio : John Slayton
- Manon Miclette : Ginette
- Roxane Gaudette-Loiseau : Camille Bonnard
- Bianca Gervais : Angélica
- Richard Thériault : Salvail
- Sylvain Castonguay : JF
- Xavier Dolan : Nicolas Favara
- Didier Lucien : Jean Manus
- Emmanuel Charest : indic. D. Moreau
- Louise Deslières : psychologue
- Vincent Bilodeau : Bertrand Chicoine

### Saison 3 seulement
- Romano Orzari : Nicky Balsamo
- Anna-Maria Giannotti : Sabrina Balsamo
- Geneviève Rochette : Victoria Sogliuzzo
- Marthe Turgeon : Flavie Sogliuzzo
- Roberto Medile : Agostino Sogliuzzo
- Pier-Luc Desforges-Cormier : Jérémie Sogliuzzo-Lavoie
- Michel Monty : Pierre Lavoie
- Tony De Santis : Jimmy Vaccaro
- Paolo Noël : Tony Potenza
- André Umbriaco : Gerry Assante
- Dennis O'Connor : Fatso Montemeglio
- Richard Robitaille : Robert Blackburn
- Paul-Antoine Taillefer : Normand Latour
- Mark Antony Krupa : interprète russe-français
- Gregory Hlady : Valérie Stepenkov
- Jean-Guy Moreau : Réal Vincent
- Yves Corbeil : Jean Leblanc
- Diane St-Jacques : greffière
- Jean-René Ouellet : Me Jacques Vauclair
- Andrée Champagne : Juge Garceau
- Charles Vinson : Alain Valois
- André Champagne : Me Langevin
- Rita Ricignuolo : mariée
- Sylvain Carrier : assistant Vauclair
- Roger Léger : Corto
- Gaston Perrault : Robert Larue
- Rolando Núñez : Général Mendez

## Chronologie
- 1973 : Saison III - Épisode 1
- 1983 : Saison III - Épisode 1
- 1993 : Saison III - Épisode 1
- 1994 : Saison III - Épisodes 2 à 6
- 1995 : Saison I - 11 épisodes, Saison III - Épisode 7
- 1997 : Saison II - 14 épisodes, Saison III - Épisodes 8 et 9
- 1998 : Saison III - Épisodes 9 à 13

## Récompenses
- Prix Gémeaux de la meilleure série dramatique 1996
- Prix Gémeaux : Meilleure série dramatique 1998
- Prix Gémeaux : Meilleure série dramatique 1999